# John Dunning
John Dunning (5 de maio de 1916 — 25 de fevereiro de 1991) é um editor estadunidense. Venceu o Oscar de melhor montagem na edição de 1960 por Ben-Hur.